# Michael B. Silver
Michael B. Silver (* 8. Juli 1967 in New York City) ist ein US-amerikanischer Schauspieler, Drehbuchautor und Regisseur.

## Leben
Michael B Silver wurde im US-Bundesstaat New York geboren und wuchs in Manhattan auf. Er ist Enkel des Drehbuchautors Sidney Buchman, der einen Oscar für Urlaub vom Himmel gewann, und Bruder der Drehbuchautorin Amanda Silver und Schwager des Drehbuchautors Rick Jaffa, die unter anderem gemeinsam die Filmreihe Planet der Affen in den 2010er Jahren produzierten. Nach seinem Schulabschluss studierte Silver an der Brown University, wo er auch einen Abschluss machte.
Im Jahr 1990 stand Silver erstmals vor der Kamera. Er spielte in einer Vielzahl von Serien Episodenrollen und Nebenrollen in Filmen. In NYPD Blue, Emergency Room und Royal Pains hatte er jeweils eine wiederkehrende Rolle. Silver war zudem der erste Schauspieler, der in drei CSI-Serien (CSI: Vegas, CSI: Miami und CSI: NY) einen Auftritt hatte.
Ab 2002 war Silver auch als Drehbuchautor tätig, zum Beispiel für eine Folge der Serie Medical Investigation. 2010 führte er erstmals im Film Love Shack Regie.
Seit dem Jahr 2000 ist er mit der Schauspielerin Katie Mitchell verheiratet, mit der er einen Sohn hat.

## Filmografie (Auswahl)
- 1990: Mann muss nicht sein (Designing Women, Episode 5x11)
- 1992: Cheers (Episode 11x06)
- 1994: Star Trek: Deep Space Nine (Episode 2x15)
- 1995: Blossom (Episode 5x11)
- 1995–2009: Emergency Room – Die Notaufnahme (ER, 12 Episoden)
- 1996: Eine starke Familie (Step by Step, Episode 5x18)
- 1996–2004: New York Cops – NYPD Blue (NYPD Blue, 31 Episoden)
- 1998: Akte X – Die unheimlichen Fälle des FBI (The X-Files, 2 Episoden)
- 1999: Für alle Fälle Amy (Judging Amy, Episode 1x09)
- 2001: Natürlich blond (Legally Blonde)
- 2001: Providence (Episode 4x05)
- 2001: Ich bin Sam (I am Sam)
- 2002: Felicity (Episode 4x15)
- 2002: CSI: Vegas (CSI: Crime Scene Investigation, Episode 3x02)
- 2002: Law & Order (Episode 13x06)
- 2003: Monk (Episode 2x03)
- 2003: Seabiscuit – Mit dem Willen zum Erfolg (Seabiscuit)
- 2004: CSI: NY (Episode 1x06)
- 2004–2006: CSI: Miami (7 Episoden)
- 2005: Cold Case – Kein Opfer ist je vergessen (Cold Case, Episode 2x18)
- 2005: Beautiful People (5 Episoden)
- 2005: Nip/Tuck – Schönheit hat ihren Preis (Nip/Tuck, Episode 3x04)
- 2006: Criminal Minds (Episode 1x14)
- 2006: Bones – Die Knochenjägerin (Bones, Episode 1x10)
- 2006–2007: Veronica Mars (3 Episoden)
- 2006–2007: Shark (4 Episoden)
- 2007: Without a Trace – Spurlos verschwunden (Without a Trace, Episode 5x14)
- 2007: Supernatural (Episode 2x18)
- 2007–2008: Las Vegas (4 Episoden)
- 2008: Eli Stone (2 Episoden)
- 2008–2009: Brothers & Sisters (2 Episoden)
- 2009: Lie to Me (Episode 1x08)
- 2009: Heroes (Episode 3x25)
- 2010: The Mentalist (Episode 3x03)
- 2010–2016: Royal Pains (13 Episoden)
- 2011: Navy CIS (NCIS, Episode 9x04)
- 2011–2012: Private Practice (2 Episoden)
- 2013: Body of Proof (Episode 3x01)
- 2013: Scandal (Episode 3x04)
- 2014: Friends with Better Lives (Episode 1x06)
- 2015: Shameless (3 Episoden)
- 2016: Code Black (Episode 1x13)
- 2017: Law & Order True Crime (3 Episoden)
- 2017: Major Crimes (Episode 6x04)
- 2017–2018: Suits (5 Episoden)
- 2018: Designated Survivor (Episode 2x20)
- 2018–2019: Instinct (23 Episoden)
- 2020: Station 19 (Episode 4x03)
- 2021: The Good Doctor (Episode 4x11)
- 2023: Fear the Walking Dead (2 Episoden)